# Alexandru Suru
Alexandru Suru (n. 1881, Rușconița - d. 1954, Brașov) a fost un delegat ce a reprezentat Cercul I Brașov în Marea Adunare Națională de la Alba Iulia, organismul legislativ reprezentativ al „tuturor românilor din Transilvania, Banat și Țara Ungurească”, cel care a adoptat hotărârea privind Unirea Transilvaniei cu România, la 1 decembrie 1918.

## Biografie
Alexandru Suru s-a născut în anul 1881 la data de 9 august în comuna Rușconița, jud. Severin. A studiat la Facultatea de Medicină veterinară. A decedat în anul 1954 fiind înmormantat în cimitirul Groaveri din Brașov.

## Activitatea politică
Ca deputat în Adunarea Națională din 1 decembrie 1918 a reprezentat ca delegat , Cercul I Brașov. După Marea Unire din 1918 a fost numit comisar general de alimentație în Brașov. După desființarea  Consiliului Dirigent a fost ales inspector general veterinar în județul Brașov. În timpul perioadei 1940-1945 se afla la Brașov activând în cadrul Comitetului de sprijin al refugiaților din Transilvania.